# كيإي تانيكتشي
كيإي تانيگُتشي (باليابانية: 谷口 圭) (15 يوليو 1974 في أوساكا في اليابان – )؛ هو لاعب كرة قدم ياباني سابق كان يلعب كمدافع.

## وصلات خارجية
- كيإي تانيكتشي على موقع رابطة كرة القدم اليابانية للمحترفين (اليابانية)
- كيإي تانيكتشي على موقع عالم كرة القدم.نت (الإنجليزية)